# Pietra della Maiella

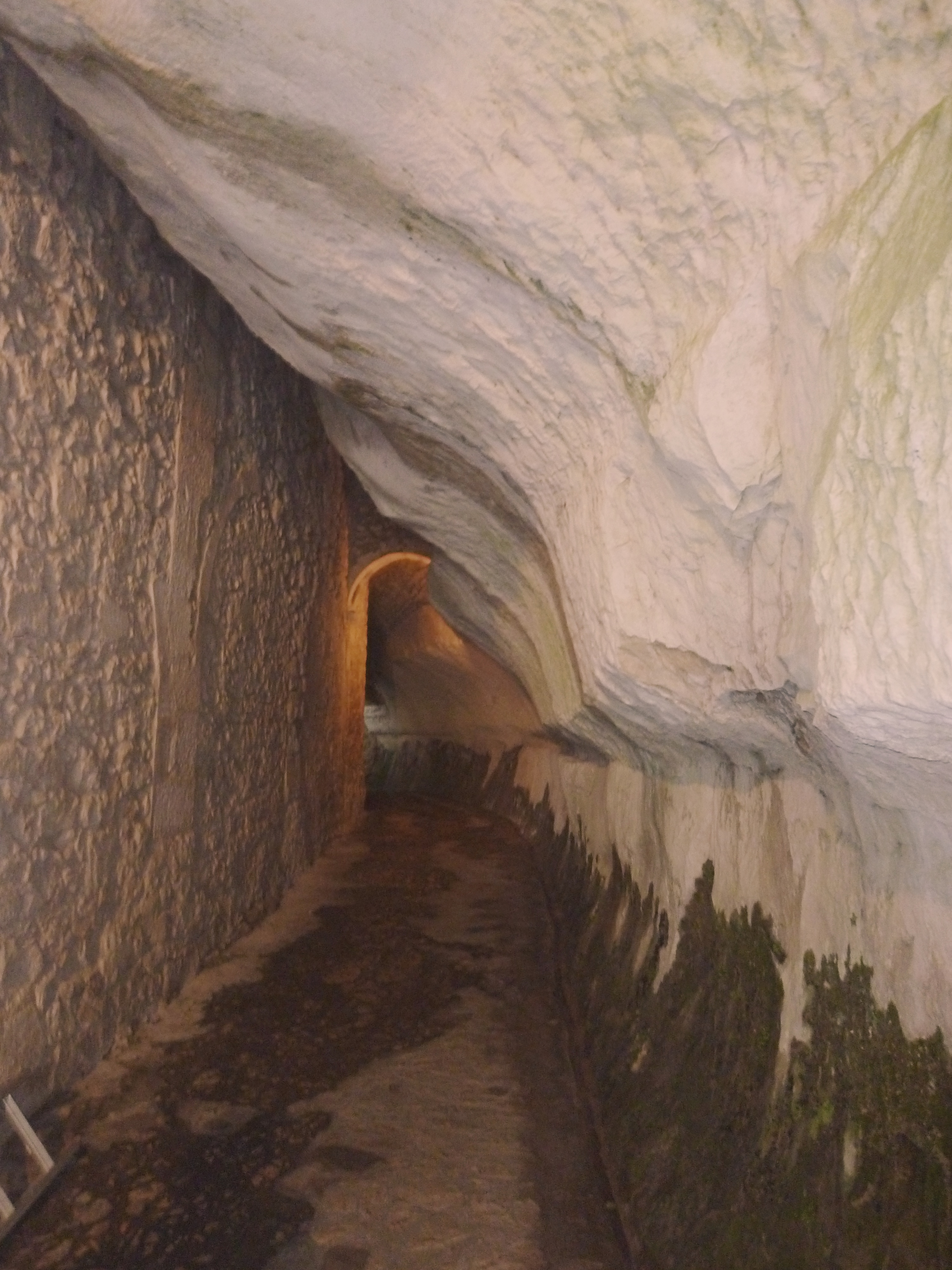
Grotta di Santo Spirito alla Majella (Roccamorice)

La pietra della Maiella o anche pietra bianca della Maiella è il principale materiale in calcare che costituisce la montagna stessa.

## Caratteristiche
Sin dai tempi dei romani, gli artigiani abruzzesi erano apprezzati per la loro maestria nel lavorare la pietra delle cime della Majella. La contiguità con la "montagna Madre" ha fatto nascere per l'esigenza l'attività i estrazione della pietra, e la sua diretta conseguenza, ossia la lavorazione.

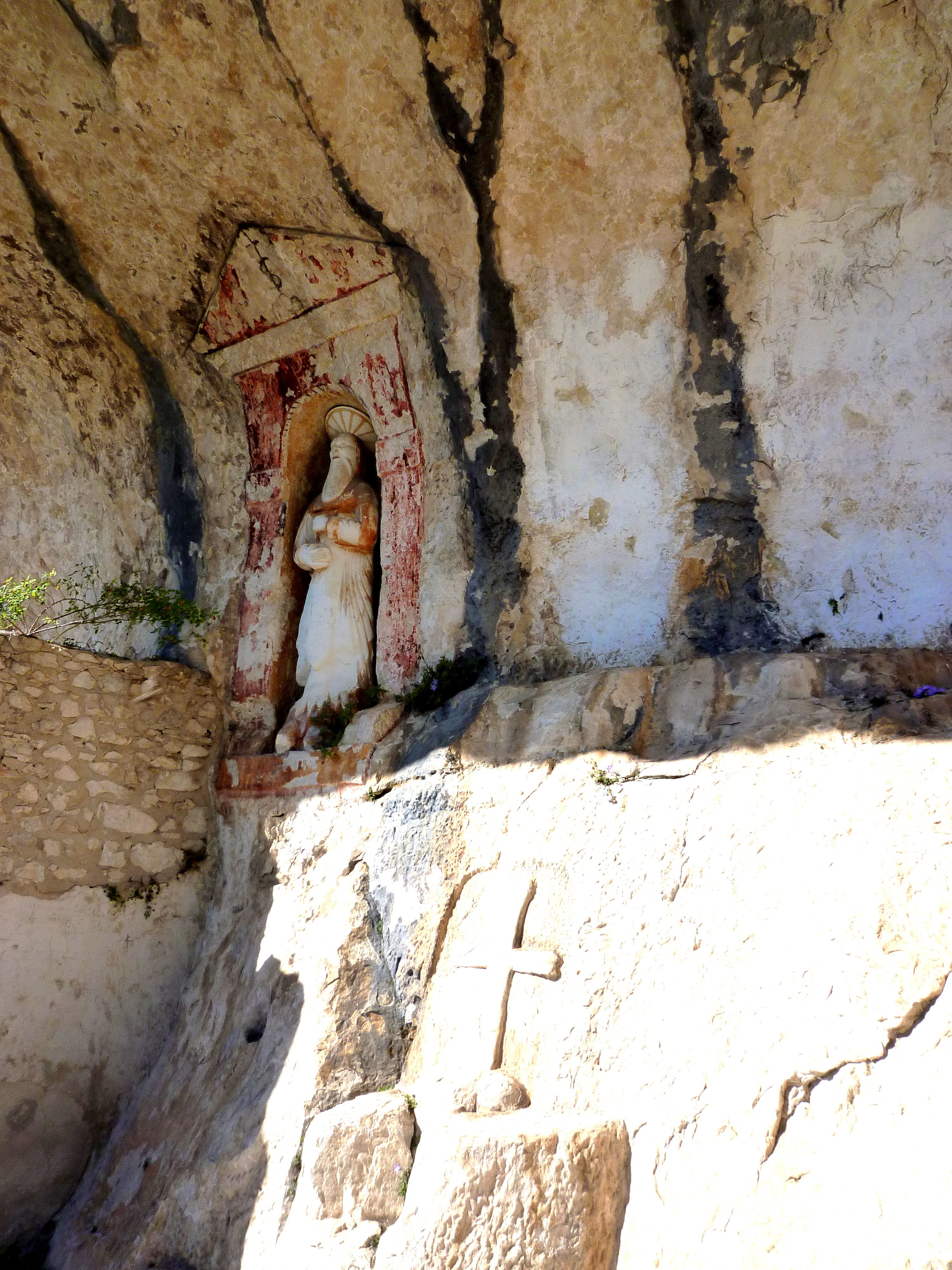
Ingresso all'eremo di Santo Spirito alla Majella

I primi rinvenimenti in calcare più cospicui e interessanti sono stati scoperti nelle aree archeologiche della Valle Peligna, nei siti di Ocriticum, il santuario di Ercole Curino, Villaggio Fonte Rossi di Lama dei Peligni, la necropoli di Comino a Guardiagrele, e via dicendo. Molti reperti scultorei in calcare, dato che le architetture principali templari sono andate distrutte, sono oggi conservati nella "collezione Pansa" del Museo Archeologico Nazionale d'Abruzzo a Chieti; di grande interesse sono soprattutto i busti con i ritratti di patrizi romani, consoli oppure ricche matrone della città di Teate (Chieti) e dintorni.
Tuttavia, se si considera che la Majella fu popolata sin dalla Preistoria, le grotte carsiche e le gole furono sin dai tempi remoti popolate, e decorate con incisioni, graffiti e pitture, come la grotta Sant'Angelo a Lama dei Peligni, Sant'Angelo in Vetuli a Sulmona, la grotta dei Piccioni a Bolognano.
A partire dal Medioevo, la lavorazione della pietra calcare della Majella non è cessata, si è sviluppata soprattutto nell'area del versante occidentale della Majella, nei comuni di San Valentino in Abruzzo Citeriore, Abbateggio, Roccamorice, Manoppello, Pacentro, Lettomanoppello, quest'ultimo paese era detto nel XIX secolo la "Carrara d'Abruzzo" per la quantità di cave in cui si scavava per trarre la pietra da lavorare. Ma non mancano paesi interamente realizzati in pietra calcarea, nel versante orientale della montagna, come Lama dei Peligni o Gessopalena, soprattutto la parte del borgo vecchia conserva ampi strati calcarei della roccia sopra cui le case sono costruite.

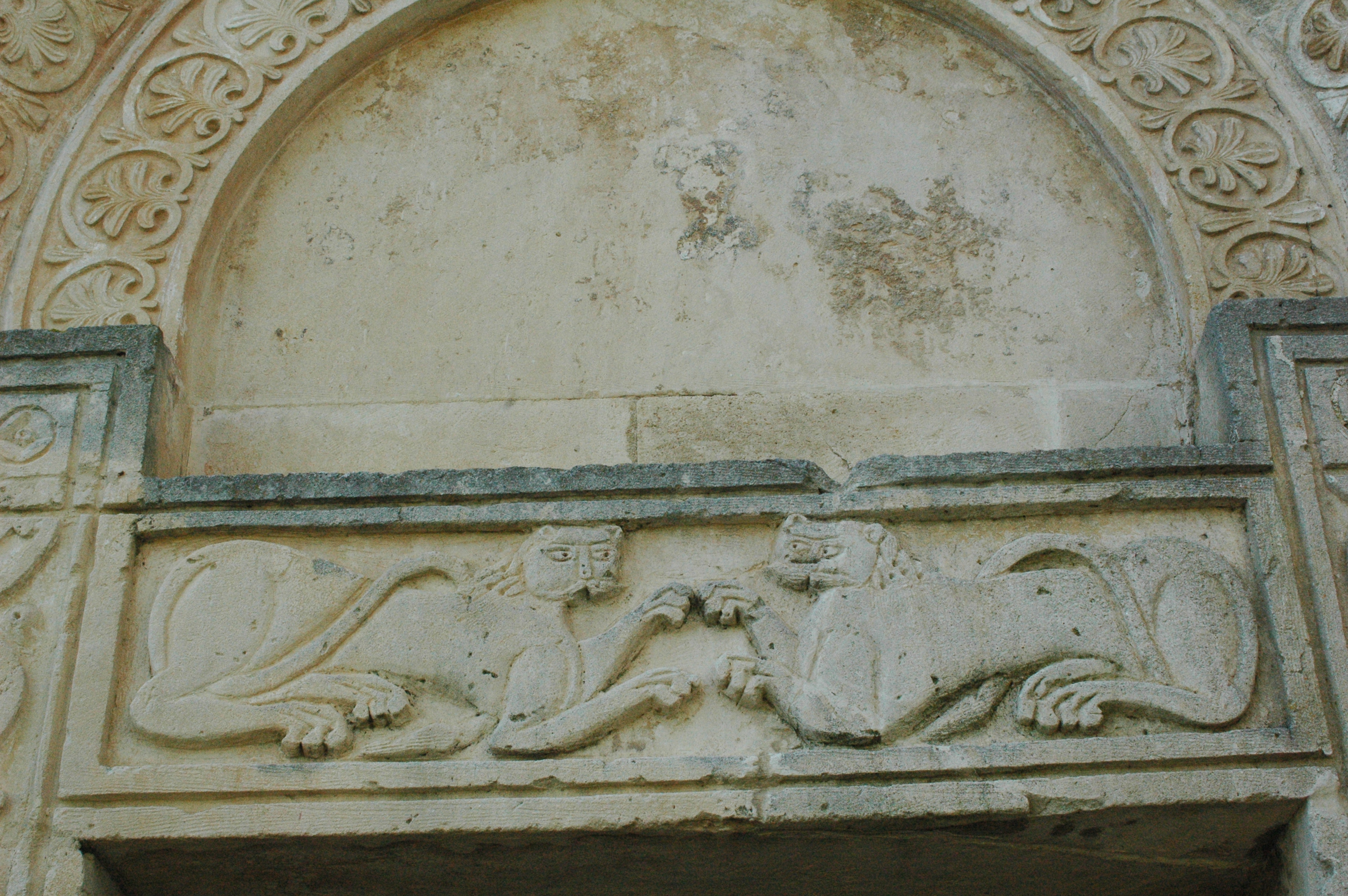
Architrave del portale dell'abbazia di San Liberatore alla Majella

Oltre all'architettura, l'uso del calcare della Majella fu usato per i grandi monasteri benedettini dell'abbazia di San Liberatore a Majella, il cenobio di San Salvatore alla Majella, abbazia di San Clemente a Casauria, e via dicendo, si ricordano soprattutto la raffinatezza dei mastri scalpellini nella realizzazione (XII-XIII secolo) degli amboni monumentali di questi cenobi, comprese le facciate di San Liberatore della Majella e dell'abbazia di San Tommaso Becket a Caramanico Terme. La bottega più antica di artisti di cui si ha testimonianza era quella dei maestri Nicodemo, Roberto e Ruggero, che realizzarono gli amboni anche al di fuori della Majella, lavorando nella Marsica o nella piana di Navelli.

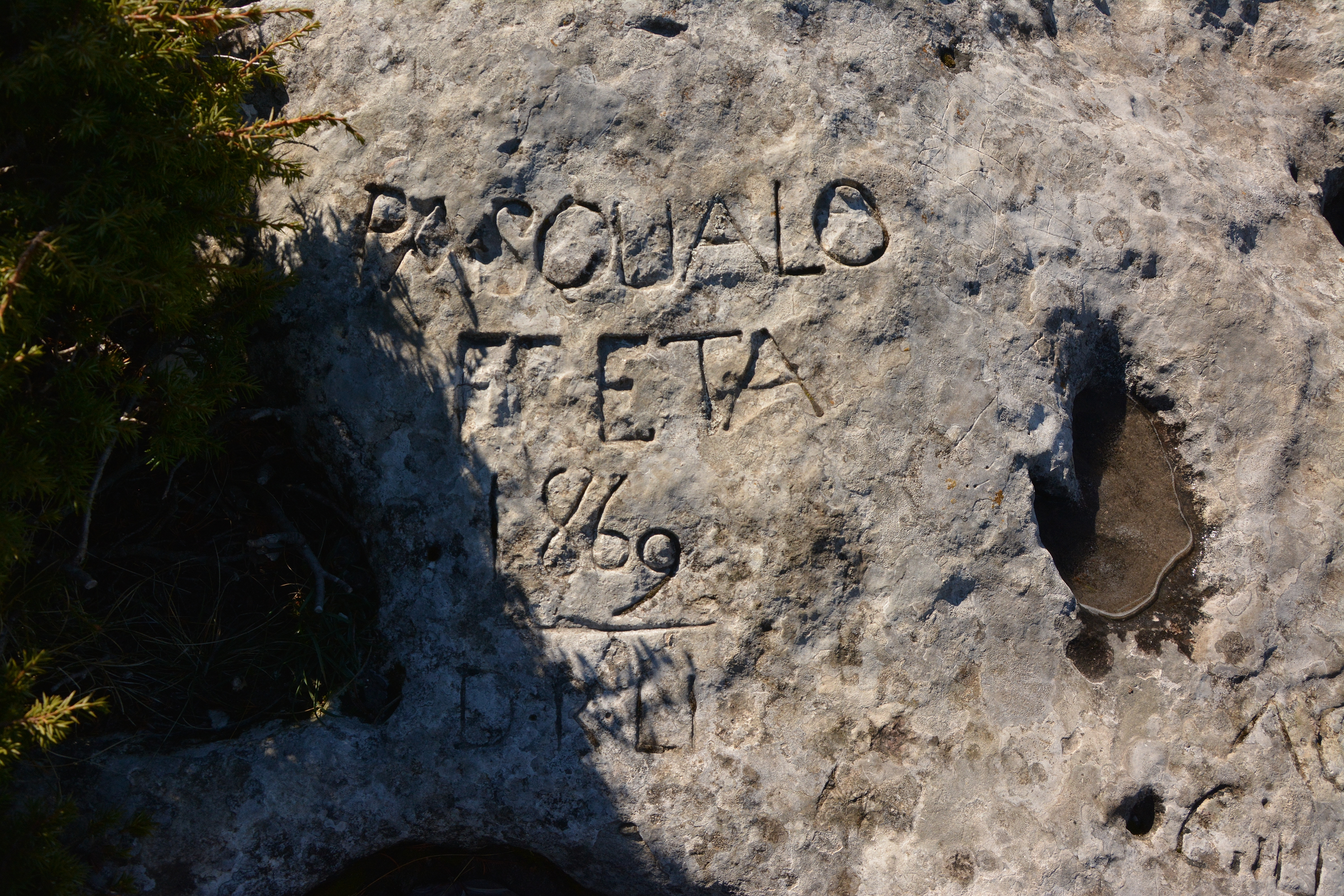
Iscrizione della Tavola dei briganti

Insieme all'ornamento dei monasteri e delle chiese, l'arte scalpellina, la malleabilità della pietra majellana, fu usata anche per l'arredamento domestico, infatti i borghi della zona peligna, Pacentro, Cansano, Pescocostanzo, Sulmona stessa, insieme ai paesi dell'area orientale come Guardiagrele, Palena, Rapino, si caratterizzano per la maestria della realizzazione degli architravi, dei conci della chiave di volta, e le cornici delle finestre e delle entrate principali delle abitazioni. Alcune abitazioni, come la casa di Giovanni Sardi a Sulmona, o la taverna ducale Cantelmo di Popoli (PE), furono realizzate nel XIV secolo, altre abitazioni di ricchi proprietari, o abitazioni di semplici mezzadri trasferitisi dentro i paesi, mostrano decorazioni non meno importanti risalenti al XIX secolo.
Durante il brigantaggio ottocentesco, la pietra della Majella fu usata anche dai briganti abruzzesi dell'area peligna, che incisero i propri nomi e frasi di sfida contro i Savoia, presso la cosiddetta roccia della Tavola dei Briganti, in un'altura tra Serramonacesca e Roccamorice.

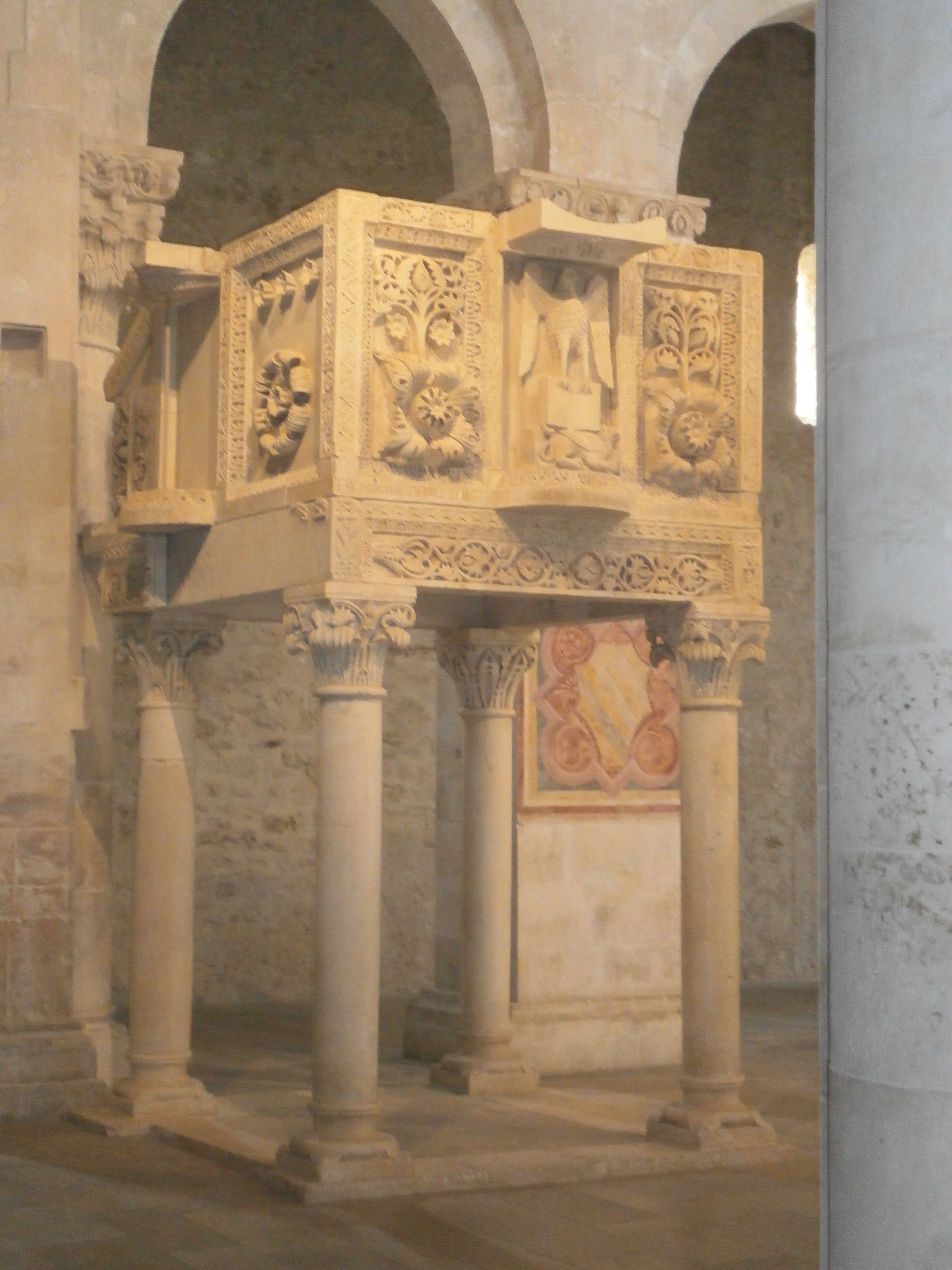
Ambone dell'abbazia di San Clemente a Casauria

Spesso e volentieri presso i conci della chiave di volta vengono realizzati simboli degli stemmi nobiliari, oppure altri segni che riconducono all'attività lavorativa dei proprietari delle abitazioni. Per le chiese e i monasteri abbiamo un ricco fastigio, tipicamente romanico, di frutti e fioroni, caratteristici dello stile di Nicodemo, Roberto e Ruggero, che decorano i lettorini e i lati degli amboni, mentre per chiese più antiche, e che si servirono di altre maestranze, come San Tommaso Becket di Caramanico, o San Liberatore a Serramonacesca, abbiamo decorazioni di bestiari e figure allegoriche, unite a elementi di tradizione franco-longobarda, motivi geometrici e figure fortemente stilizzate, della cosiddetta corrente animalistica.

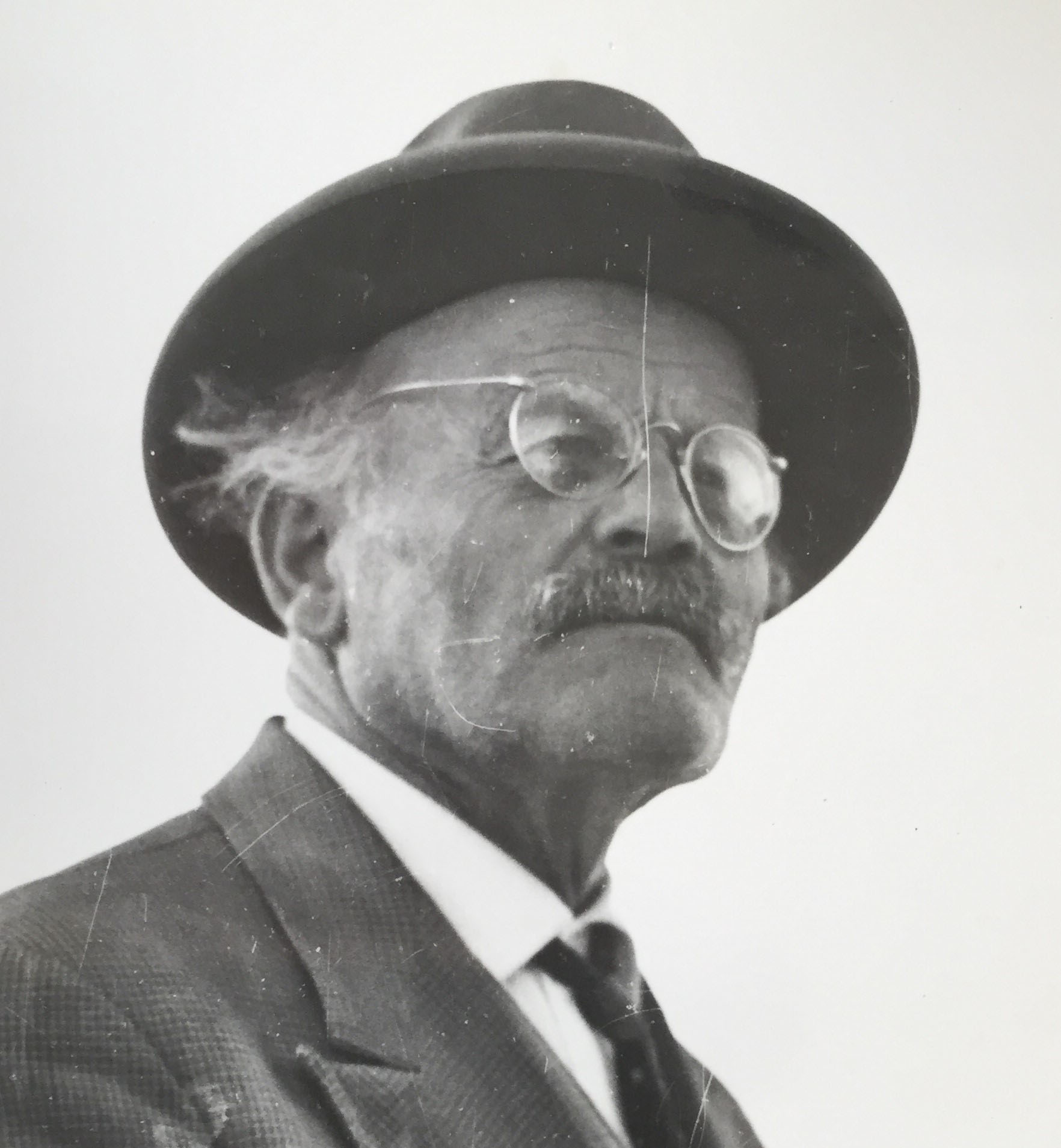
Felicetto Giuliante

Oggi la lavorazione in pietra della Majella non si è ridotta a semplice lavoro individuale di artigianato, per cui esistono varie botteghe sparse in ciascun paese che dal 1992 è incluso nel Parco nazionale della Majella. Pacentro e Sulmona rimangono i centri principali di lavorazione della pietra. Gli ultimi grandi artisti di fama nazionale che hanno beneficiato della pietra calcarea sono la dinastia dei Cascella di Ortona e Pescara, rappresentata soprattutto da Pietro Cascella, che a Pescara realizzò le sculture de La Nave (1987) una scultura dei Vestini davanti al Duomo di Penne (PE), il Monumento alla tragedia di Marcinelle nella piazza di Manoppello, e infine la stele della Minerva nel Campus universitario di Chieti.
Sempre nella prima metà del Novecento, fu molto attivo l'architetto e scultore guardiese Felicetto Giuliante, che si occupò dei restauri degli esterni del duomo di Santa Maria Maggiore e dei portali delle chiese di San Francesco e Santa Chiara, della chiesa madre di Palombaro (CH), nel 1923-24 completò la grotta-sacrario militare dedicata ad Andrea Bafile, eroe di guerra abruzzese, e successivamente realizzò degli amboni e dei pulpiti per alte costruzioni religiose, tra le quali la chiesa di Santa Maria di Canneto a Roccavivara (CB); il Giuliante per la sua maestria nello scolpire la pietra fu nominato un epigono del magister Nicodemo da Guardiagrele, vissuto nel XII secolo.

## Esempi di costruzioni in pietra della Majella

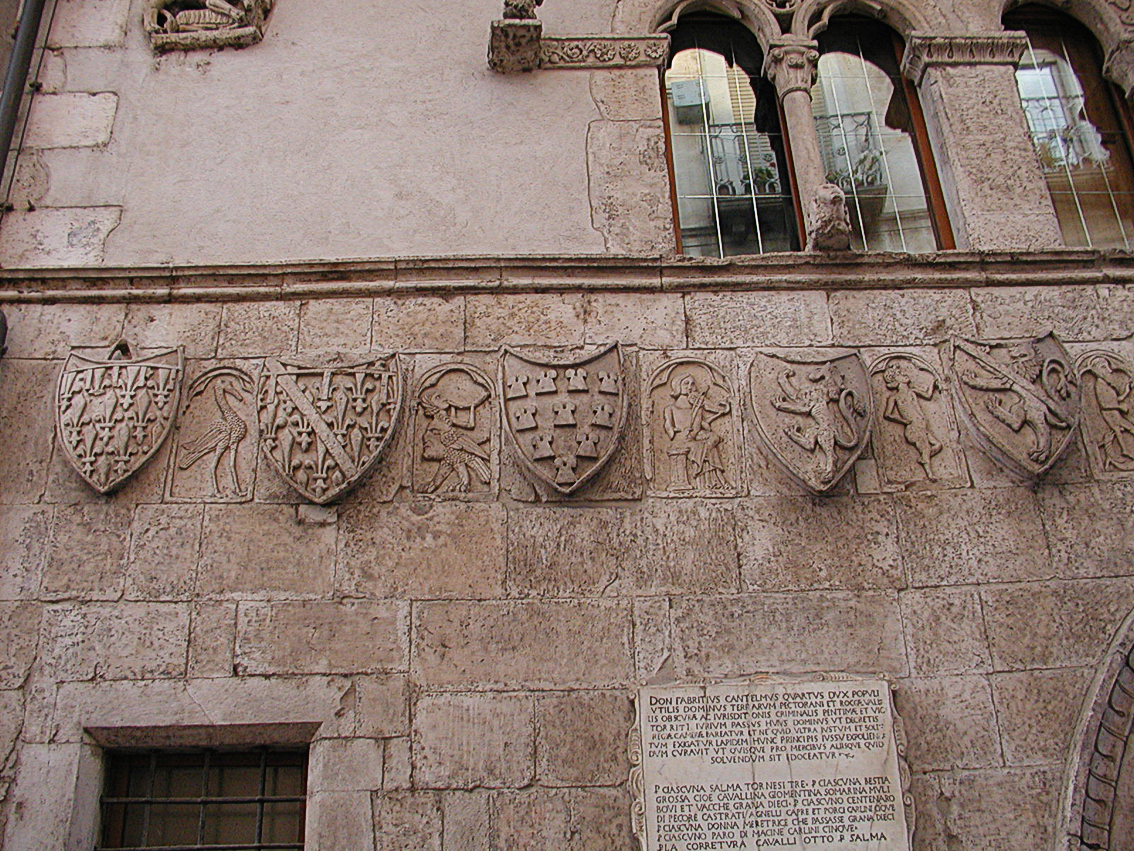
Facciata della taverna ducale di Popoli
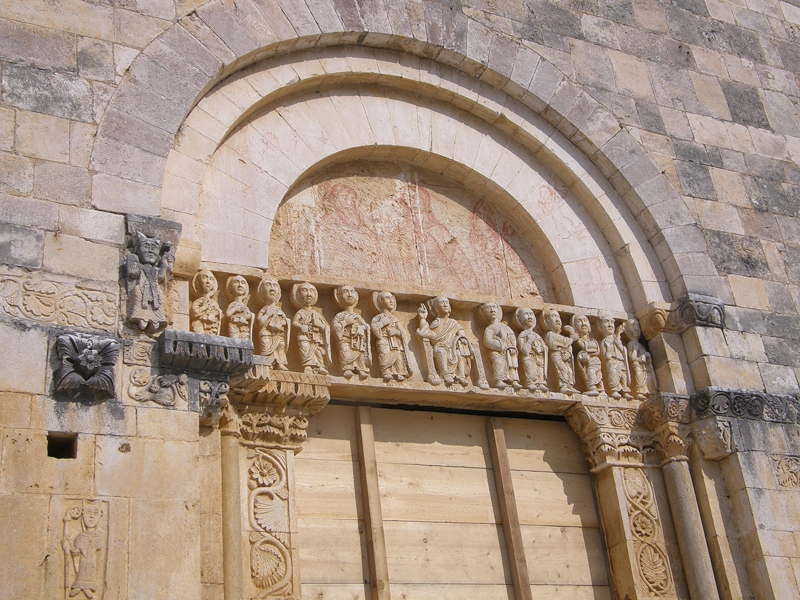
Portale principale dell'abbazia di San Tommaso Becket  (Caramanico Terme)
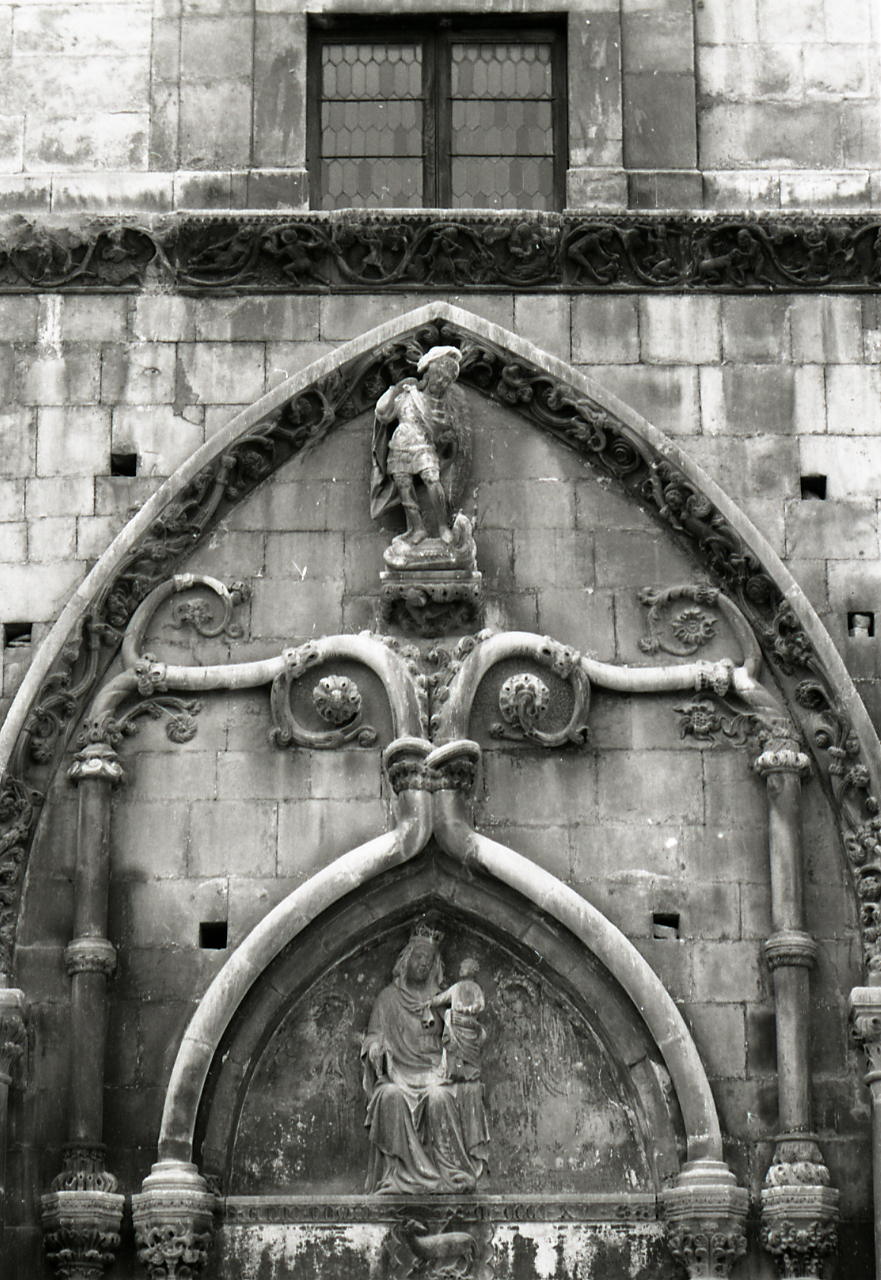
Portale maggiore del palazzo Annunziata di Sulmona, in una foto di Paolo Monti
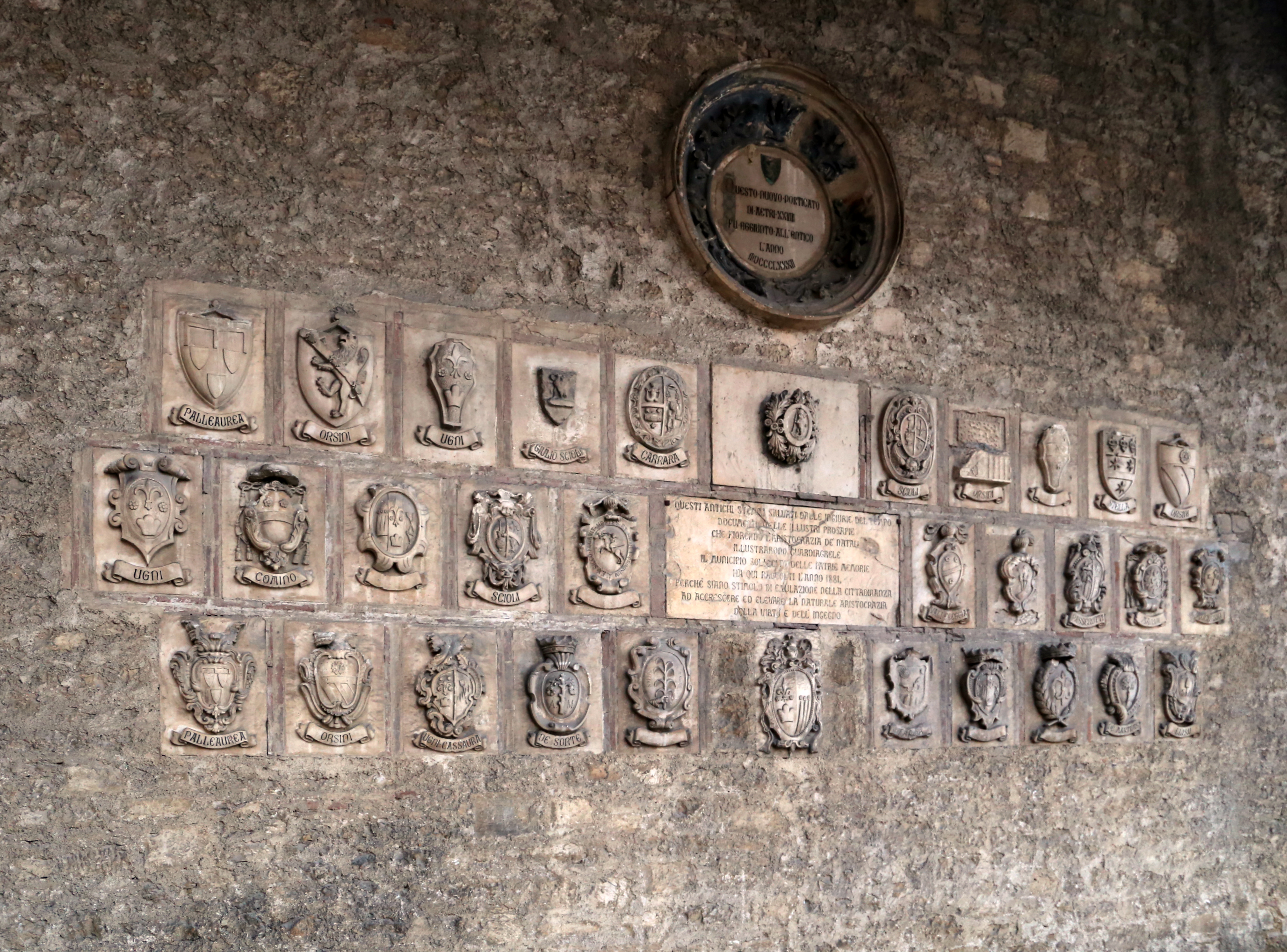
Stemmi nobiliari, rimontati nel 1881 sul fianco sud del Duomo di Guardiagrele
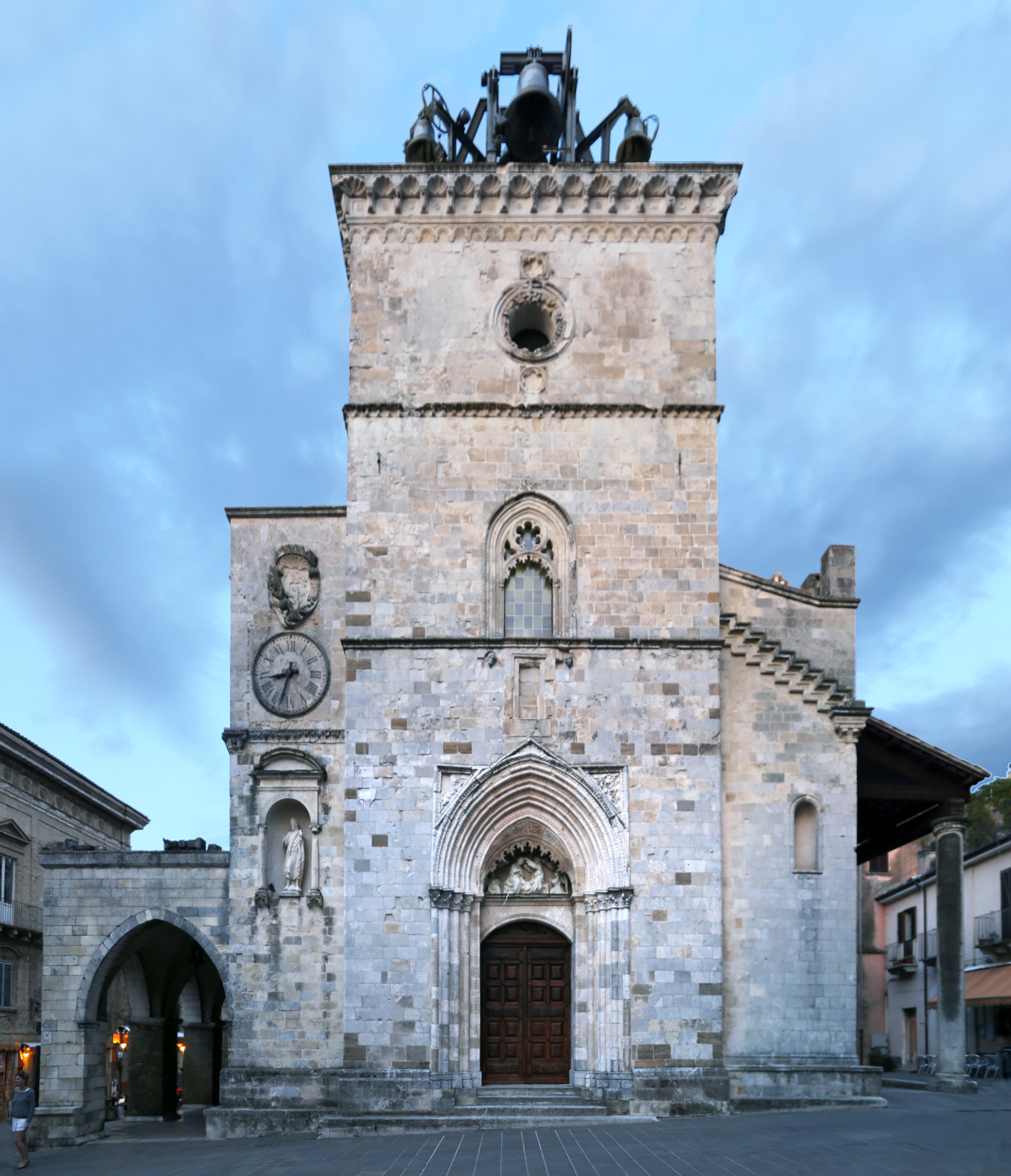
Prospetto principale del Duomo di Santa Maria Maggiore (Guardiagrele)
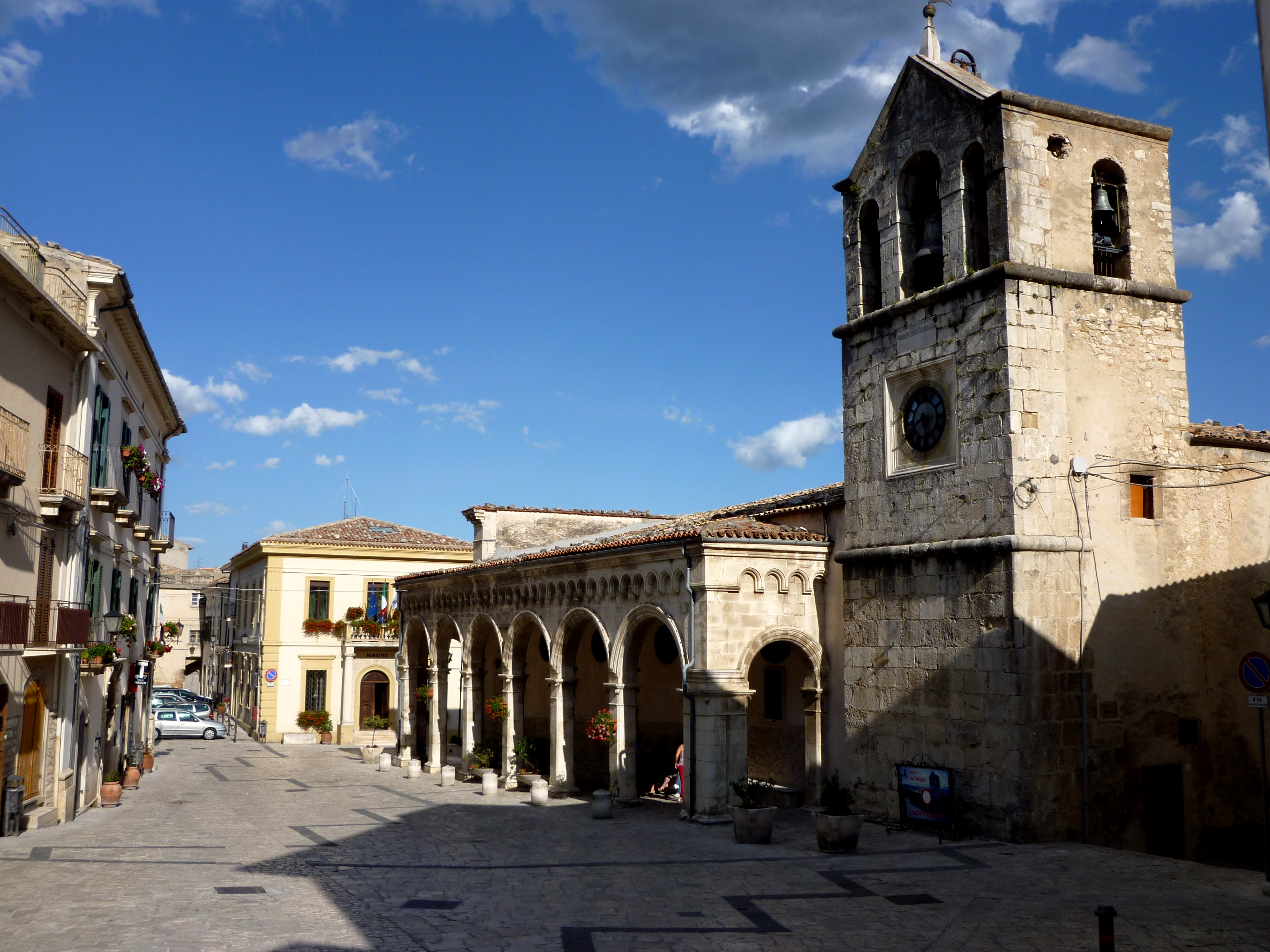
Portico e campanile della chiesa madre di San Nicola e San Clemente (Lama dei Peligni)

- Abbazia di San Liberatore a Majella (Serramonacesca), ambone di mastro Nicodemo
- Monumento ai Caduti di Marcinelle (Manoppello, piazza Caduti), di Pietro Cascella
- Abbazia di San Clemente a Casauria (Castiglione a Casauria), con ambone di Giacomo da Popoli
- Abbazia di San Tommaso Becket (Caramanico Terme)
- Portale laterale istoriato e gotico della chiesa collegiata di Santa Maria Maggiore (Caramanico Terme)
- Eremo di San Bartolomeo in Legio (Roccamorice)
- Eremo di Santo Spirito a Majella (Roccamorice)
- Taverna ducale Cantelmo di Popoli, facciata con serie di stemmi nobiliari
- Palazzi di Sulmona, casa Sardi, facciata di Palazzo Annunziata e relativa chiesa, facciata del Duomo, della chiesa di San Francesco e Santa Maria della Tomba
- Eremo di Sant'Onofrio al Morrone e tempio di Ercole Curino (Sulmona)
- Abbazia di Santo Spirito al Morrone (Sulmona)
- Borgo di Pacentro e Castello Caldora Cantelmo - Pietra del tomolo
- Borgo vecchio di Gessopalena
- Esterno medievale del Duomo di Guardiagrele, esterni delle chiese di San Francesco, San Nicola, San Silvestro
- Sacrario monumentale e militare "Andrea Bafile" e dei caduti della Majella (Guardiagrele, località Bocca di Valle), scolpito da Felicetto Giuliante
- Facciata dell'ex chiesa di San Biagio (Taranta Peligna)
- Facciata e portico laterale della parrocchia dei Santi Nicola e Clemente (Lama dei Peligni)
- Sacrario militare dei Caduti della Brigata Maiella (Taranta Peligna)
- Portale laterale della chiesa di Santa Reparata di Casoli
- Torre campanaria della chiesa madre di Santa Maria Assunta (Palombaro), completato da Felicetto Giuliante
- Borgo medievale di Pennapiedimonte
- Facciata della chiesa di San Nicola (Pretoro)
- Cornice del portale dell'abbazia di San Salvatore alla Majella, rimontato sulla facciata dell'ex chiesa di Sant'Antonio (Rapino)
- santuario di San Rocco (Roccamontepiano), e ruderi dell'abbazia di San Pietro Celestino della Majella.